# Final Space
Final Space, ou Gary a besoin d'espace au Québec, est une série télévisée d'animation sino-américano-canadienne en 36 épisodes de 21 minutes créée par Olan Rogers et diffusée entre le 17 février et le 7 mai 2018 sur TBS pour la première saison, puis entre le 24 juin 2019 et le 14 juin 2021 sur Adult Swim.
À l'international, elle a été mise en ligne depuis le 20 juillet 2018 sur Netflix.
En France, la saison 1 a d'abord été diffusée sur Warner TV puis rediffusée depuis le 24 juillet 2019 dans la case Adult Swim sur la chaîne Toonami.
En septembre 2022 est annoncé que la série va désormais être supprimée à la suite d'une déduction fiscale chez Warner Bros. Discovery et va quitter toutes les plateformes (dont Netflix) après la fin de son exploitation. En mars 2024, la série est retirée du catalogue français de Netflix.

## Synopsis
La série suit les aventures spatiale de Gary, un astronaute prisonnier, et de son ami Mooncake, un extraterrestre capable de détruire des planètes. Un être maléfique, le Lord Commander, souhaite utiliser cette force pour ouvrir une faille vers l’espace fini (le final space) et ainsi faire entrer dans l'univers les monstres d'une autre dimension qui y sont enfermés : les Titans.

## Distribution
| Rôle             | Voix originale   | Version française  | Version française  |
| ---------------- | ---------------- | ------------------ | ------------------ |
| Rôle             | Voix originale   | Saison 1           | Saisons 2 et 3     |
| Gary Goodspeed   | Olan Rogers      | Baptiste Lecaplain | Baptiste Lecaplain |
| Quinn            | Tika Sumpter     | Victoria Grosbois  | Cécile Florin      |
| Mooncake         | Olan Rogers      | William Coryn      | Thomas Benjamin    |
| Lord Commander   | David Tennant    | Antoine Schoumsky  | Martin Spinhayer   |
| Avocato          | Coty Galloway    | Xavier Fagnon      | Olivier Prémel     |
| H.U.E.           | Tom Kenny        | Gilles Laurent     | Simon Duprez       |
| KVN              | Fred Armisen     | Emmanuel Garijo    | Alexis Flamant     |
| Little Cato      | Steven Yeun      | Adrien Larmande    | Yannick Besson     |
| John Goodspeed   | Ron Perlman      | Maurice Decoster   |                    |
| Clarence         | Conan O'Brien    | Gilles Laurent     | Michel Hinderyckx  |
| Sheryl Goodspeed | Claudia Black    |                    | Claire Tefnin      |
| Fox              | Ron Funches      |                    | Olivier Prémel     |
| Ava              | Jane Lynch       |                    | Célia Torrens      |
| Ash              | Ashly Burch      |                    | Delphine Chauvier  |
| Fraskenhaur      | Olan Rogers      |                    | Bruno Bulté        |
| Hushlatouffe     | Alan Tudyk       |                    | Martin Goossens    |
| Invictus         | Vanessa Marshall |                    | Steve Driesen      |
| Bolo             | Keith David      | Michel Vigné       |                    |

 Source et légende : version française (VF) sur RS Doublage
Le doublage est délocalisé à partir de la saison 2 à la suite d'une baisse de budget, conséquence du changement de chaîne du programme qui passe de Warner TV à Adult Swim.

## Production
Les deux premiers épisodes ont été diffusés le 17 février 2018 sur TNT avant sa première le 26 février sur TBS.
Le 7 mai 2018, TBS renouvelle la série pour une deuxième saison. Un an plus tard, WarnerMedia fait passer la série à Adult Swim, qui est diffusée du 24 juin au 23 septembre 2019.
La troisième saison a été diffusée à partir du 20 mars 2021 sur Adult Swim.
En septembre 2021, Olan Roger a malheureusement annoncé l'annulation de la série à la suite de la fusion WarnerMedia et Discovery via une vidéo YouTube. Malgré les tentatives pour la sauver, la série n'aura donc ni saison 4, ni épisode long de conclusion,.
En avril 2023, dans une vidéo YouTube, Rogers a déclaré avoir finalement l'opportunité de conclure sa série, mais sous forme de roman graphique. Contraint de l'autopublier, il ouvre un site dédié à la précommande. Le roman graphique devrait être publié durant l'année 2024.

## Épisodes

### Première saison (2018)
1. Chapitre un (Chapter One)
2. Chapitre deux (Chapter Two)
3. Chapitre trois (Chapter Three)
4. Chapitre quatre (Chapter Four)
5. Chapitre cinq (Chapter Five)
6. Chapitre six (Chapter Six)
7. Chapitre sept (Chapter Seven)
8. Chapitre huit (Chapter Eight)
9. Chapitre neuf (Chapter Nine)
10. Chapitre dix (Chapter Ten)

### Deuxième saison (2019)
1. La Régate de Toro (The Toro Regatta)
2. Le Coin de paradis (The Happy Place)
3. Le Grand sacrifice (The Grand Surrender)
4. L'autre côté (The Other Side)
5. La Célèbre Mme Goodspeed (The Notorious Mrs. Goodspeed)
6. Les Arachnitectes (The Arachnitects)
7. Les premières rencontres (The First Times They Met)
8. Les inoubliables (The Remembered)
9. Plus on s'approche (The Closer You Get)
10. L'Espionne perdue (The Lost Spy)
11. La trahison (The Set Up)
12. La Descente vers les ténèbres (The Descent Into Darkness)
13. La Sixième clé (The Sixth Key)

### Troisième saison (2021)
1. De Charybde en Scylla (…And Into the Fire)
2. La Lumière cachée (The Hidden Light)
3. Le Ventrexien (The Ventrexian)
4. Tu es des nôtres (One of Us)
5. Tous les moments perdus (All the Moments Lost)
6. Le Changement arrive (Change Is Gonna Come)
7. La Chambre du doute (The Chamber of Doubt)
8. Le Pardon (Forgiveness)
9. Le Pont hyper-dimensionnel (Hyper-Transdimensional Bridge Rising)
10. Jusqu'à ce que le ciel ne s'écroule (Until the Sky Falls)
11. La Parole des morts (The Dead Speak)
12. Le Départ (The Leaving)
13. L'Antre du diable (The Devil's Den)